# Qatar Central Bank
Die Qatar Central Bank (arabisch مصرف قطر المركزي, DMG Maṣrif Qaṭar al-markazī) ist die Zentralbank von Katar mit Sitz in Doha.

## Geschichte
Vor 1966 war die eins-zu-eins an die Indische Rupie gekoppelte Golf-Rupie gesetzliches Zahlungsmittel in Katar. Als Indien die Rupie (einschließlich der Golf-Rupie) um etwa 35 Prozent abwertete, beschlossen Katar und Dubai, die Golf-Rupie bis zur Ausgabe einer neuen Währung als vorläufige Maßnahme durch den saudischen Riyal zu ersetzen. Am 21. März 1966 unterzeichneten Katar und Dubai eine Währungsvereinbarung zur Gründung des Qatar Dubai Currency Board. Der neue Vorstand gab am 18. September 1966 die erste nationale Währung – den Katar-Dubai-Riyal – mit einem Nennwert von 0,186621 Gramm reinem Gold aus.
Das Qatar Dubai Currency Board wurde aufgelöst, nachdem im Dezember 1971 Dubai Teil der Vereinigten Arabischen Emirate wurde. Am 13. Mai 1973 wurde per Gesetz die Qatar Monetary Agency (QMA) mit den Aufgaben einer Zentralbank eingesetzt. Noch 1973 wurde der Katar-Dubai-Riyal durch den Katar-Riyal abgelöst.
Als Nachfolger der QMA wurde im August 1993 die Qatar Central Bank (QCB) gegründet. Die QCB hielt an der Politik des festen Wechselkurses gegenüber dem US-Dollar fest. Der fixe Kurs von 3,64 QAR je USD ist seit Juli 2001 gesetzlich verankert.

## Ziele
Das Gesetz der Zentralbank von Katar und die Verordnung über Finanzinstitute, die kraft Gesetzes Nr. 13 von 2012 erlassen wurden, definieren die Ziele der Qatar Central Bank und ihre Beziehungen zu anderen Instituten in Katar gemäß Teil II der Artikel 5, 6, 7 und 8 wie folgt:
Artikel 5 legt fest, dass die QCB im Rahmen der allgemeinen Wirtschaftspolitik Katars zum Zweck der Entwicklung und Unterstützung der nationalen Wirtschaft folgende Ziele verfolgt:
1. Geldwert bewahren und Währungsstabilität gewährleisten;
2. als Aufsichts-, Kontroll- und Überwachungsinstanz für alle Dienstleistungs-, Geschäfts-, Markt- und Finanzaktivitäten innerhalb oder durch den Staat Katar gemäß internationalen Standards und Praktiken zu handeln;
3. Schaffung eines stabilen, transparenten, wettbewerbsfähigen und verantwortungsbewussten Sektors zur Durchführung von Dienstleistungen, Geschäften, Märkten und Finanztätigkeiten auf der Grundlage von Marktregeln;
4. das Vertrauen der Öffentlichkeit in Katar als wegweisende globale Drehscheibe für Dienstleistungen, Unternehmen, Märkte und Finanzaktivitäten stärken;
5. Gewährleistung einer stetigen Entwicklung dieser Sektoren im Einklang mit den Zielen wirtschaftlicher und übergeordneter Entwicklung Katars.

Artikel 6 beschreibt, die Ziele der allgemeinen Wirtschafts- und Entwicklungspolitik in Zusammenarbeit und Abstimmung mit den zuständigen Ministerien und Regierungsbehörden in einer Weise zu erreichen, die nicht im Widerspruch zu den folgenden Zielen steht:
1. Stabilität des Katar-Riyals und seine Fähigkeit, gegen andere Währungen getauscht werden zu können;
2. Stabilität der Preise für Waren und Dienstleistungen;
3. Finanz- und Bankenstabilität.

Artikel 7 definiert, dass die Qatar Central Bank als zuständige Oberbehörde die staatliche Geldpolitik, Wechselkurspolitik und Finanz- und Bankenaufsicht im Rahmen der nationalen Strategie und in Übereinstimmung mit internationalen Standards auslegt und durchsetzt und die dafür erforderlichen Maßnahmen durchführt. Dazu gehört u. a. die Regulierung des Bargeldumlaufs und die Verwaltung der Währungsreserven.
Artikel 8 schließlich definiert u. a. die Rolle der Qatar Central Bank in Bezug auf Geschäfts- und Finanztätigkeiten, die von oder über das Qatar Financial Center (QFC) durchgeführt werden, sowie die Durchsetzung der Richtlinien im Zusammenhang mit der Regulierung, Kontrolle und Überwachung aller Finanzmärkte in Katar.

## Organisation
Der Vorstand der Qatar Central Bank setzt sich aus sieben Mitgliedern zusammen. Vorstandsvorsitzender ist (seit 2006) Abdullah Saoud al-Thani, sein Stellvertreter ist Fahad Faisal al-Thani. Weitere Mitglieder sind Saleh M. al-Nabit, Ibrahim al-Ibrahim und Nasser Ahmed al-Shaibi. Als Vertreter des katarischen Finanzministeriums gehört Khalaf Ahmad Almanai dem Gremium an. Rashid al-Khater repräsentiert das Wirtschafts- und Handelsministerium.

## Verbindungen zum internationalen Terrorismus
Der katarische Staatsbürger Khalifa Muhammad Turki al-Subaiy – ein ehemaliger Angestellter der Qatar Central Bank – wird seit 2008 auf offiziellen schwarzen Listen der USA und der UN als Terrorfinanzierer geführt. Er soll u. a. den 9/11-Chefplaner Chalid Scheich Mohammed finanziell unterstützt und mit weiteren hochrangigen al-Qaida-Vermittlern zusammengearbeitet haben. Al-Subaiy wurde schließlich in Abwesenheit 2008 von einem Gericht in Bahrain „für die Finanzierung des Terrorismus, Ausbildung im Terrorismus, die Erleichterung von Reisen anderer im Ausland zu terroristischer Ausbildung und für die Mitgliedschaft in einer terroristischen Organisation“ verurteilt. Zwei Monate später, im März 2008, wurde er in Katar verhaftet und für diese Vergehen inhaftiert. Nach nur sechs Monaten wurde al-Subaiy im September 2008 wieder freigelassen.